# Daniel Schneidermann
Daniel Schneidermann (n. 5 aprilie 1958, Paris, Franța) este un jurnalist francez și un celebru personaj de televiziune.
El s-a dedicat în particular analizei imaginii televizate, publicând editoriale săptămânale, mai întâi în Le Monde, iar mai apoi în Libération. Între 1995 și 2007, el a condus și a prezentat emisiunea de televiziune, Arrêt sur images (Stop cadru), difuzată de canalul France 5. În 2007 canalul de televiziune ia decizia de a elimina emisiunea din grila de programe. În urma acestui eveniment emisiunea de suflet a lui Daniel este mutată exclusiv pe internet, sub numele de: @rrêt sur images.

## Biografie
După o perioadă la Centrul de formare a jurnalistilor, Daniel Schneidermann intră în 1981 la ziarul Le Monde, unde este numit reporter în 1983. În 1992, începe să scrie cronici de televiziune, la început cotidiene. Critică maniera în care televiziunea prezintă informația și influențează spectatorul. El se înscrie în continuitatea criticii televizuale inițiată acum treizeci ani mai ales de autori ca François Mauriac sau Morvan Lebesque (a se vedea pe acest subiect L'Œil critique - Le journaliste critique de télévision de Jérôme Bourdon și Jean-Michel Frodon).
În 1995, succesul cronicilor lui îi permite să creeze pe France 5 emisiunea săptămânală Arrêt sur images (de la o idee avută în comun cu Arnaud Viviant și Pierre Carles), emisiune unde este producator si prezentator. Jurnalista Pascale Clark a prezentat emisiunea împreună cu el în primul an. Arrêt sur images are ca obiect descifrarea imaginii si discursului televizat etc, cu ajutorul a diverși cronicari și jurnaliști, analizează deriva și succesul discursului mediatic. Libertatea de exprimare a emisiunii Arrêt sur images este promovată de canalul France 5. Dar, in ciuda unui prag de audiență ce putea atinge 1,5 milioane de telespectatori, France 5 a preferat să suprime redifuzionarea odată cu apariția televiziunii numerice terestre.
Această emisiune, fapt rar pentru televiziunea franceză, încearcă să organizeze autocritica sa în relație cu internetul. În fiecare lună, « forumista » numită cu urmărirea dezbaterilor telespectatorilor pe le forum d'Arrêt sur images Arhivat în 17 septembrie 2008, la Wayback Machine., interpelează Daniel Schneidermann privind anumite critici emise de către internauți contribuind astfel la acest site.
Din 2002, Daniel Schneidermann are relații dificile cu postul TF1. Această situație este datorată prezenței pe platoul emisiunii Arrêt sur images a unui vechi corespondent al canalului TF1, Alain Chaillou, venit să vorbească de închiderea a numeroase birouri în străinătate și de interesul scăzut al canalului pentru actualitatea internațională.
Ultimul său conflict cu France 5 datează din septembrie 2003. El reușește să impună acestui canal de televiziune un documentar consacrat tratamentului mediatic al afacerii Allègre în locul propriei sale emisiuni.
El continuă să publice in Le Monde cronicile sale, care devin hebdomadare. În octombrie 2003, este concediat după publicarea cărții sale Le Cauchemar médiatique, în care deplânge că direcțiunea ziarului Le Monde nu răspunde criticilor adresate împotriva ei de către autorii cărții La Face cachée du Monde. În ultima sa cronică (Une chronique à la mer Arhivat în 18 noiembrie 2007, la Wayback Machine.) el exprimă surpriza și decepția sa de a fi sancționat de către un ziar care se vrea de altfel un model de transparență. El devine atunci cronicar mass-media, în fiecare vineri, la ziarul Libération, cotidian în care a atacat directorul Serge July în 1989 în cartea sa Où sont les caméras ?, reproșându-i în principal de a fi un oportunist.
Daniel Schneidermann manifestă de asemenea interes pentru analiza internetului ca sursă de informație, în principal datorită dezvoltării blogurilor și a enciclopediei Wikipédia. În 2005, cu  David Abiker si Judith Bernard, el creează Big Bang Blog ; acest blog îi permite de asemenea să exprime idei care nu ar fi avut locul lor in cronicile sau emisiunile sale de televiziune, si în același timp să se apere de criticile primite.
Pe 6 iulie 2005, Patrick de Carolis este ales președinte al France Télévisions de către Conseil supérieur de l'audiovisuel (CSA). Daniel Schneidermann reamintește atunci pe blogul său că noul conducător a prezentat în emisiunea Des racines et des ailes, un reportaj falsificat, prezentând un antrenament al CRS ca un reportaj real. Acest act este explicat ca o verificare a propriei integrități Citare goală (ajutor) .